# ペトロマテリアル
ペトロマテリアル株式会社は、東京都千代田区にある日本で唯一ドリルパイプ、油井管等を製造している企業である。

## 沿革
- 1994年2月21日 - 東京貿易株式会社として創立
- 2003年12月 - 米国子会社 PetroMaterials USA Inc. 設立
- 2005年10月 - 生産加工子会社日本石油鋼管株式会社 (現和歌山事業所) 設立
- 2005年12月 - 中国生産加工子会社 PetroMaterials (Cangzhou) Co., Ltd. 設立。社名をペトロマテリアル株式会社へ変更
- 2008年7月 - 日本石油鋼管株式会社 を吸収合併し、和歌山事業所とする
- 2013年9月25日 - 民事再生法申請[1]